# NGC 6906
NGC 6906 ist eine Balken-Spiralgalaxie vom Hubble-Typ SBbc im Sternbild Adler am Nordsternhimmel. Sie ist schätzungsweise 224 Millionen Lichtjahre von der Milchstraße entfernt und hat einen Durchmesser von etwa 100.000 Lichtjahren. Die Galaxie bildet möglicherweise mit NGC 6901 ein gravitativ gebundenes Galaxienpaar.
Gemeinsam mit PGC 64638 und PGC 64652 bildet sie die kleine NGC 6906-Gruppe oder LGC 435.
Das Objekt wurde am 15. August 1863 von Albert Marth entdeckt.

## NGC 6906-Gruppe (LGG 435)
| Galaxie   | Alternativname | Entfernung/Mio. Lj |
| --------- | -------------- | ------------------ |
| NGC 6906  | PGC 64601      | 224                |
| PGC 64638 | UGC 11551      | 225                |
| PGC 64652 | UGC 11555      | 224                |